# Lygosoma pruthi
Lygosoma pruthi là một loài thằn lằn trong họ Scincidae. Loài này được Sharma mô tả khoa học đầu tiên năm 1977.